# Sigrid Undset
Sigrid Undset (Kalundborg, 1882. május 20. – Lillehammer, 1949. június 10.) norvég regényíró. 1928-ban irodalmi Nobel-díjjal tüntették ki.

## Életpályája
Undset a dániai Kalundborgban született, de kétévesen családjával Norvégiába költözött. 1924-ben katolikus hitre tért, és belépett a domonkos harmadrendbe. 1940-ben az Amerikai Egyesült Államokba kellett menekülnie, mert ellenezte a náci Németországot és a német megszállást, de a második világháború befejeztével, 1945-ben visszatért hazájába.
Legismertebb műve a Kristin Lavransdatter, egy modernista trilógia a középkori életről Skandináviában. A könyv a középkori Norvégiában játszódik, és három kötetben adták ki 1920 és 1922 között. A Kristin Lavransdatter egy nő életét mutatja be születésétől haláláig. Undset ezért a művéért, valamint Olav Audunssønról szóló, 1925-ben és 1927-ben megjelent két könyvéért irodalmi Nobel-díjat kapott.

## Magyarul megjelent művei
- Tavasz, Athaneum könyvtár, ford.: Hajdú Henrik, Budapest, Athenaeum, 1929
- Az okos leányzók: három elbeszélés, ford.: G. Beke Margit, Gyoma, Kner, 1931
- Pogány szerelem, ford.: Hajdú Henrik, Budapest, Athenaeum, 1932
- Kristin Lavransdatter – 3 kötetben (Koszorú, A feleség, A kereszt), ford.: Hajdu Henrik, Budapest, Káldor kiadó, 1932–1934 Új fordításban: Koszorú. Ford.: Patat Bence, Luther Kiadó, 2014.
- Merici Szent Angéla ford.: Aradi Zsolt, Budapest, Szent István Társulat, Stephaneum Nyomda, 1934
- Ida Elisabeth, ford.: Hajdu Henrik, Budapest, Franklin nyomda, 1. kiadás: 1937 körül, 2. kiadás: 1943, 3. kiadás: 1946. A bevezetőt írta: Sík Sándor
- A hű feleség, Sorozat: Athenaeum regénytár, Ford.: Hajdú Henrik, Budapest, Athenaeum, 1938
- Sienai Szent Katalin; ford. Kőrösiné Merkl Hilda; Kairosz, Bp., 2014

Általánosságban elmondható, hogy történelmi regényei magyar fordításában ugyanaz a tendencia érvényesült, mint a korabeli angol átültetéseknél: Undset életteli, olvasmányos, modern szófordulatokkal teli nyelvezetét magyar fordítója Hajdu (Hajdú) Henrik sem tartotta meg. Ehelyett, a korban bevett szokás szerint archaizmusok szerepeltetésével próbálta megteremteni a regény középkori miliőjét. Ez a modorosság már korabeli olvasói számára is nehézzé tette a trilógia olvasását.
Az angolszászok az 1990-es években újrafordították a Kristin Lavransdattert, és egy, a regény eredeti modern stílusához igazodó fordítás látott napvilágot. Amerikai fordítója 1997-ben a PEN Faulkner díjat nyerte el műfordítás kategóriában, 2001-ben pedig a PEN Club fordítói díját.

## Fordítás
- Ez a szócikk részben vagy egészben a Sigrid Undset című angol Wikipédia-szócikk ezen változatának fordításán alapul.  Az eredeti cikk szerkesztőit annak laptörténete sorolja fel. Ez a jelzés csupán a megfogalmazás eredetét és a szerzői jogokat jelzi, nem szolgál a cikkben szereplő információk forrásmegjelöléseként.